# Jozef Ignatius Filips van Hessen-Darmstadt

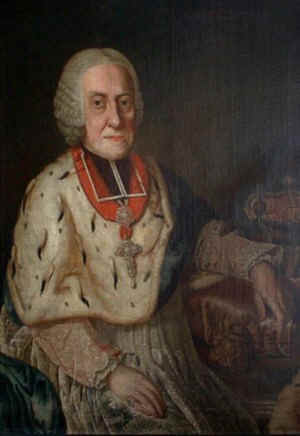
Portret van Jozef Ignatius Filips van Hessen-Darmstadt door een onbekende kunstenaar, circa 1750.

Jozef Ignatius Filips van Hessen-Darmstadt (Brussel, 22 januari 1699 – Plombières-les-Bains, 20 augustus 1768) was van 1740 tot aan zijn dood bisschop van Augsburg. Hij behoorde tot het huis Hessen-Darmstadt.

## Levensloop
Jozef Ignatius Filips was een zoon van landgraaf Filips van Hessen-Darmstadt, een broer van de regerende landgraaf Ernst Lodewijk van Hessen-Darmstadt, uit diens huwelijk met Maria Theresia van Croÿ, dochter vanFerdinand Frans Jozef van Croÿ, de derde hertog van Havre. Hij bracht een deel van zijn jeugd door in Mantua, waar zijn vader namens keizer Karel VI gouverneur was.
Op 13 maart 1729 werd hij tot priester gewijd en op 18 augustus 1740 tot bisschop van Augsburg benoemd. Een deel van het domkapittel had fors aangedrongen op zijn verkiezing, om op die manier de verkiezing van een Wittelsbacher tot bisschop te verijdelen. Onder druk van het huis Wittelsbach was de Regensburgse prins-bisschop Johan Theodoor van Beieren in 1724 tot coadjutor van het bisdom benoemd, maar mede dankzij de hulp van de Habsburgers raakte Jozef Ignatius Filips verkozen tot prins-bisschop van Augsburg. Op 12 februari 1741 werd hij tot bisschop gewijd.
Met een reeks maatregelen probeerde Jozef, ondanks de bescheidenheid van zijn aartsbisdom, een hofhouding uit te bouwen die bij zijn rang paste. Zo bereikte de grootte van de hofhouding van de bisschoppen van Augsburg onder zijn bewind het hoogtepunt. Ook verbeterde hij de economische situatie door het oprichten van manufacturen. Zo werd in 1747 in Göggingen een faiencemanufactuur opgericht. Jozef was daarnaast een groot muziekliefhebber, waardoor de bisschoppelijke hofkapel zich tot het midden van de 18e eeuw tot een aanzienlijk ensemble ontwikkelde, hetgeen verschillende bekende componisten uit die tijd naar Augsburg haalde. 
Tussen 1743 en 1754 liet hij door architect Gabriel de Gabrieli zijn bisschoppelijke paleis in Augsburg in rococostijl verbouwen. Jozef verbleef echter niet vaak in zijn paleizen in Augsburg en Dillingen; hij verbleef wegens jichtaanvallen regelmatig voor langere periodes in kuuroorden of hij ging de vorstenhoven in Mannheim, München of Stuttgart bezoeken. Tijdens een oponthoud in Mannheim wijdde hij in 1760 ter plaatse Jezuïetenkerk in. Ook correspondeerde hij uitgebreid met zijn familieleden in Hessen en Groot-Brittannië. De kosten van de programma's tegen zijn kuren bedroegen in sommige jaren ruim tien procent van de staatskas. Op 20 augustus 1768 stierf Jozef Ignatius Filips tijdens een verblijf in de kuuroorden van Plombières-les-Bains in Frankrijk.
Ook bij zijn opvolging in het prinsbisdom Augsburg speelde de rivaliteit tussen de Habsburgers en de Wittelsbachers een rol. Onder druk van de Habsburgers werd de Regensburgse prins-bisschop Clemens Wenceslaus van Saksen op 29 april 1764 tot coadjutor van het prinsbisdom Augsburg benoemd. De Heilige Stoel ging akkoord met deze benoeming, op voorwaarde dat Clemens Wenceslaus bij een eventuele benoeming tot prins-bisschop van Augsburg van zijn andere bisschoppelijke titels zou afzien. Clemens Wenceslaus van Saksen zou Jozef Ignatius Filips van Hessen-Darmstadt effectief opvolgen als bisschop van Augsburg.
- Gemeinsame Normdatei: 100364853
- Istituto Centrale per il Catalogo Unico: MUSV082638
- Virtual International Authority File: 17567644
- WorldCat: E39PBJpv7ccJkjXTwbk8hKVcT3